# 4-エチルグアイアコール
4-エチルグアイアコールは化学式C9H12O2で表されるフェノール類の一種である。4-EGとも略記される。フェノールの2位にメトキシ基、4位にエチル基を持つ構造から、2-メトキシ-4-エチルフェノールとも呼ばれる。グアイアコールには「グアイヤコール」「グアヤコール」の表記ゆれが見られる。

## 生成
ワインの醸造において、ブドウの果汁に含まれる無臭のフェルラ酸を出発点とし、出芽酵母(Saccharomyces cerevisiae)中の脱炭酸酵素4-ヒドロキシケイ皮酸デカルボキシラーゼにより4-ビニルグアイアコール(4-VG)が生成される。4-VGは白ワインのオフフレーバーとなる。赤ワインでは4-VGが酸化還元酵素のビニルフェノールレダクターゼにより4-エチルグアイアコールに変換される。フェルラ酸の代わりにp-クマル酸を出発点とする場合には、同様の経路で4-ビニルフェノール（4-VP）を経て4-エチルフェノール(4-EP)となる。嗅覚閾値は赤ワイン中で0.110mg/l、水中では0.025mg/lである。4-EPと4-EGの赤ワイン中の典型的な存在比率は10:1で、この比率で混合した場合の閾値は0.369mg/lとなる。
醤油においてもCandida versatilisにより生成され、香ばしい燻煙香をもたらすが、濃度が高すぎると薬品臭を生じ、風味が損なわれる。

## 香りの表現
特異臭を持ち、「スモーキー」、「スパイシー」、「クローブ」、「動物」「薬品」「燻製」などと表現される。